# Ibrahim Sunday
Ibrahim Sunday (ur. 22 lipca 1944 w Koforidui) – ghański piłkarz występujący na pozycji pomocnika.

## Kariera klubowa
Sunday karierę rozpoczynał w 1963 roku w zespole Asante Kotoko. Siedem razy zdobył z nim mistrzostwo Ghany (1964, 1965, 1967, 1968, 1969, 1972, 1975), a także raz Afrykański Puchar Mistrzów (1970). W 1971 roku został zaś uznany Afrykańskim Piłkarzem Roku. W 1975 roku przeszedł do niemieckiego Werderu Brema. Przez dwa sezony w jego barwach w Bundeslidze wystąpił jeden raz, 12 czerwca 1976 w przegranym 0:2 meczu z Rot-Weiss Essen.
W 1977 roku odszedł do amatorskiego VSK Osterholz-Scharmbeck, gdzie w 1980 roku zakończył karierę.

## Kariera reprezentacyjna
W reprezentacji Ghany Sunday grał w latach 1966–1977. Wziął udział w Pucharze Narodów Afryki 1968 oraz Pucharze Narodów Afryki 1970 i na obu turniejach zajął 2. miejsce.

## Kariera trenerska
Jako trener Sunday prowadził zespoły Asante Kotoko, Abuakwa Susubiribi, Ashanti Gold, FC 105 Libreville, Africa Sports oraz Zaytuna FC. W 1983 roku wraz z Asante Kotoko wygrał Afrykański Puchar Mistrzów.